# Wimbledon 1974
De 88e editie van het Britse grandslamtoernooi, Wimbledon 1974, werd gehouden van maandag 24 juni tot en met zaterdag 6 juli 1974. Voor de vrouwen was het de 81e editie van het graskampioenschap. Het toernooi werd gespeeld bij de All England Lawn Tennis and Croquet Club in de wijk Wimbledon van de Britse hoofdstad Londen.
Op de enige zondag tijdens het toernooi (Middle Sunday) werd traditioneel niet gespeeld.
Het toernooi van 1974 trok 306.161 toeschouwers.

## Belangrijkste uitslagen
Mannenenkelspel

Finale: Jimmy Connors (Verenigde Staten) won van Ken Rosewall (Australië) met 6-1, 6-1, 6-4
Vrouwenenkelspel

Finale: Chris Evert (Verenigde Staten) won van Olga Morozova (Sovjet-Unie) met 6-0, 6-4
Mannendubbelspel

Finale: John Newcombe (Australië) en Tony Roche (Australië) wonnen van Bob Lutz (Verenigde Staten) en Stan Smith (Verenigde Staten) met 8-6, 6-4, 6-4
Vrouwendubbelspel

Finale: Evonne Goolagong (Australië) en Peggy Michel (Verenigde Staten) wonnen van Helen Gourlay (Australië) en Karen Krantzcke (Australië) met 2-6, 6-4, 6-3
Gemengd dubbelspel

Finale: Billie Jean King (Verenigde Staten) en Owen Davidson (Australië) wonnen van Lesley Charles (Groot-Brittannië) en Mark Farrell (Groot-Brittannië) met 6-3, 9-7
Meisjesenkelspel

Finale: Mima Jaušovec (Joegoslavië) won van Mariana Simionescu (Roemenië) met 7-5, 6-4
Jongensenkelspel

Finale: Billy Martin (Verenigde Staten) won van Ashok Amritraj (India) met 6-2, 6-1
Dubbelspel bij de junioren werd voor het eerst in 1982 gespeeld.

## Toeschouwersaantallen en bezoekerscapaciteit
|           |        | Eerste week |         | Tweede week |
| --------- | ------ | ----------- | ------- | ----------- |
| Maandag   |        | 24.816      |         | 34.161      |
| Dinsdag   | 26.906 | 30.024      |         |             |
| Woensdag  | 19.213 | 24.972      |         |             |
| Donderdag | 27.341 | 21.020      |         |             |
| Vrijdag   | 30.360 | 19.162      |         |             |
| Zaterdag  | 30.492 | 17.694      |         |             |
| Zondag    | –      | –           |         |             |
| Totaal    |        | 306.161     | 306.161 | 306.161     |

|  | = slecht weer (meer dan twee uur niet gespeeld) |
|  | = gehele dag niet gespeeld, vanwege de regen    |

| Baan               | Zitplaatsen        |                    | Baan               | Zitplaatsen |
| ------------------ | ------------------ | ------------------ | ------------------ | ----------- |
| Centre Court       | 10.651             |                    | Court No. 8        | –           |
| Court No. 1        | 5.100              | Court No. 9        | –                  |             |
| Court No. 2        | 1.650              | Court No. 10       | –                  |             |
| Court No. 3        | 800                | Court No. 11       | –                  |             |
| Court No. 4        | –                  | Court No. 12       | –                  |             |
| Court No. 5        | –                  | Court No. 13       | –                  |             |
| Court No. 6        | 250                | Court No. 14       | –                  |             |
| Court No. 7        | 250                |                    |                    |             |
| Totaal zitplaatsen | Totaal zitplaatsen | Totaal zitplaatsen | Totaal zitplaatsen | 18.701      |